# Zhang Zilin

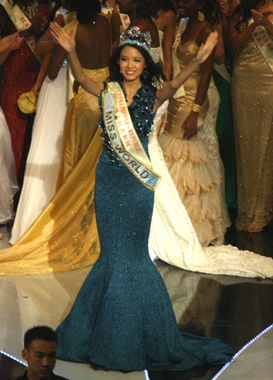
Zhang Zilin als Miss World 2007

Zhang Zilin (chinesisch 张梓琳, Pinyin Zhāng Zǐlín) oder Zilin Zhang (* 22. März 1984 in Shijiazhuang, Hebei, Volksrepublik China) wurde am 1. Dezember 2007 zur Miss World gewählt. Zhang war die erste Miss World aus Ostasien.

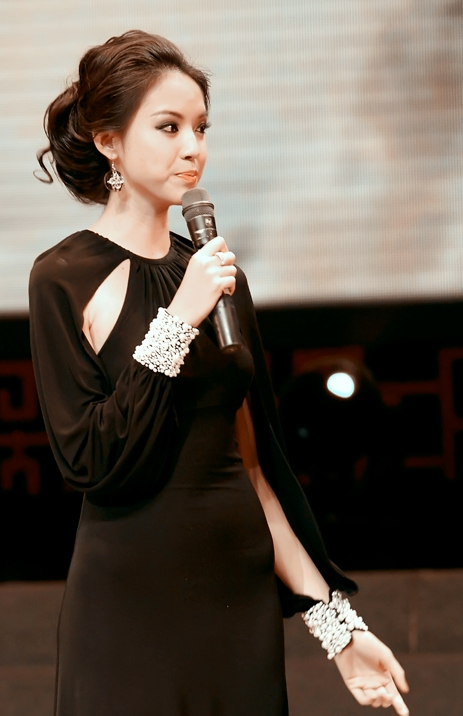
Zhang Zilin (2007)

## Leben
Zhang wurde am 22. März 1984 in Shijiazhuang, Hebei geboren und zog nach Peking, um dort an der Universität für Wissenschaft und Technik Betriebswirtschaftslehre zu studieren. Nebenbei arbeitete sie als Model.
Im Oktober 2010 nahm Zhang als Jurorin an der 60. Miss-World-Wahl im chinesischen Sanya teil. Dort kürte sie unter anderem gemeinsam mit den ehemaligen Titelträgerinnen Denise Perrier (Miss World 1953), Ann Sidney (Miss World 1964), Mary Stävin (Miss World 1977), Agbani Darego (Miss World 2001), María Julia Mantilla (Miss World 2004) und Xenia Suchinowa (Miss World 2008) die 18-jährige US-Amerikanerin Alexandria Mills zur Siegerin.